# Жилая рига

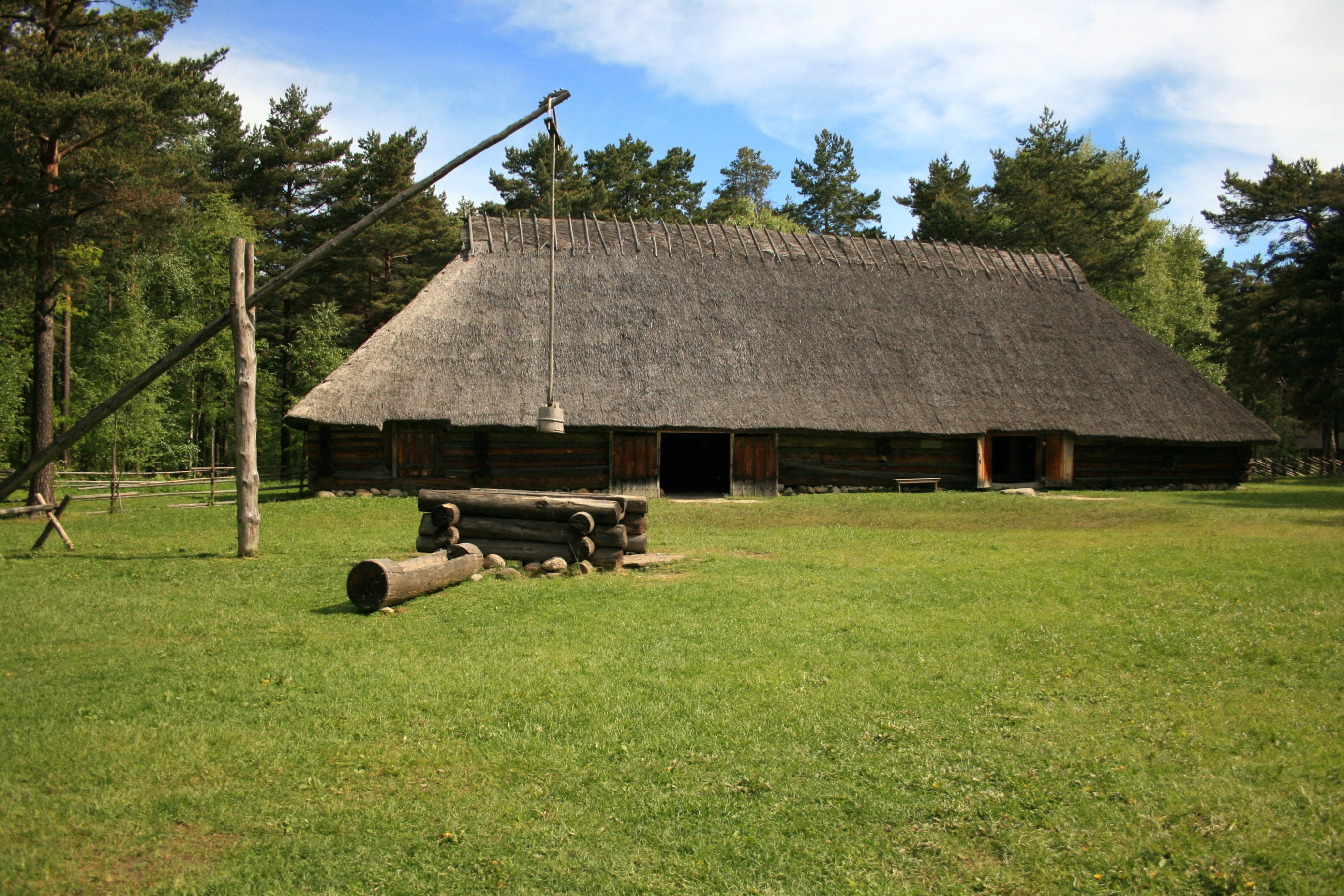
Жилая рига

Жилая рига (эст. rehielamu, rehetare) — традиционное жилище крестьян Эстонии, срубная постройка с высокой соломенной или тростниковой крышей. Жилая рига несла несколько функций: жильё, сушка и обмолот зерна, содержание животных.
Жилая рига была самой главной постройкой хутора, она располагалась фасадом во двор и состояла из трех частей: сама жилая рига (эст. rehetuba), гумно (эст. rehealune) и каморы. Центральное жилое помещение rehetuba, отапливаемое по-чёрному, использовалось также для просушки снопов. Гумно было местом, где молотили и веяли зерно, содержали орудия и сено, а зимой также домашний скот. Каморы — неотапливаемые помещения, которые использовали как кладовки, в тёплое время и в качестве жилого помещения.
Жилые риги строили и жители северной Латвии и водских деревень Северо-Запада России, но только у эстонцев такой тип жилья был преобладающим. Такой тип жилища появился в I тысячелетии н. э. и первоначально состоял из курной избы, в которой была печь с каменкой. С начала II тысячелетия, с развитием земледелия, к избе стали пристраивать гумно. В XVII веке впервые упоминаются каморы, которые в XIX веке были уже во всех жилых ригах. Во второй половине XIX века стали вносить изменения — строили новые очаги с трубами и отдельную кухню, большие окна, стали делать полы и потолки из досок.